# Alain Ribaux

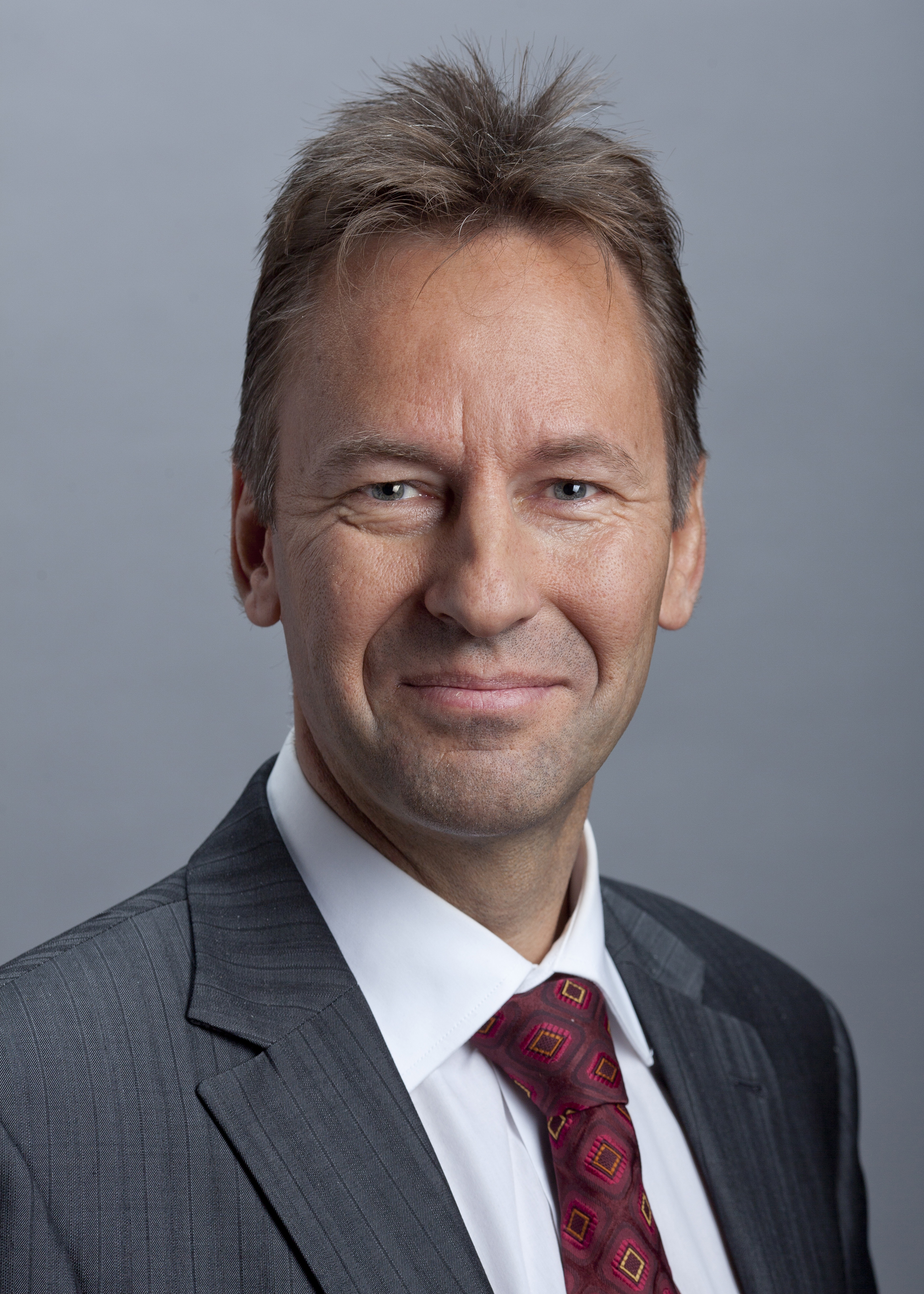
Alain Ribaux

Alain Ribaux (* 24. Februar 1962 in Neuenburg, heimatberechtigt in Bevaix) ist ein Schweizer Politiker (FDP). Seit Mai 2013 gehört er dem Staatsrat des Kantons Neuenburg an.

## Biografie
Alain Ribaux studierte an der Universität Neuenburg Rechtswissenschaften und erlangte nach dem Lizenziat das Anwaltspatent. Er war als Sekretär des Bundesversicherungsgerichts in Luzern (seit 2007 eine Abteilung des Bundesgerichts) tätig. Von 1991 bis 2007 war er Gerichtspräsident in La Chaux-de-Fonds und von 2007 bis 2008 Kantonsrichter. In den 1990er Jahren gehörte er dem Internationalen Strafgerichtshof für Ruanda an.
Von 2008 bis 2013 war Ribaux Mitglied des Stadtrats von Neuenburg. Von April 2009 bis November 2011 war Ribaux im Grossen Rat des Kantons Neuenburg. Bei den Schweizer Parlamentswahlen 2011 wurde er als Nachfolger von Sylvie Perrinjaquet in den Nationalrat gewählt und verblieb dort bis zum 31. August 2013.
Am 19. Mai 2013 wurde Alain Ribaux zum Staatsrat des Kantons Neuenburg gewählt, und bei den Wahlen 2017 und 2021 wurde er im Amt bestätigt. Er führt das frühere Justiz-, Sicherheits- und Kulturdepartment, das 2021 als Wirtschafts-, Sicherheits- und Kulturdepartment neu organisiert wurde.
Ribaux ist Vizepräsident des Institut neuchâtelois, einer öffentlich-rechtlichen Stiftung des Kantons Neuenburg. Er ist Mitglied der Disziplinarkommission der Swiss Football League.
In der Schweizer Armee hat er den Rang eines Oberleutnants.